# Německý stavák
Německý stavák, též slezský stavák či steler, německy Stellerkröpfer, je plemeno holuba domácího pocházející z Německa. Stejně jako ostatní plemena staváků i německý stavák vychází ze staváka českého, už od 20. a 30. let 20. století se obě plemena vyvíjí odlišně. Zatímco u českého staváka se důraz klade na barvu, lesk a svit opeření, zbarvení obočnic a tvar hlavy a zobáku, u německého staváka se šlechtění soustřeďuje na tvar postavy, rozvoj volatosti a na čisté zbarvení perlového oka. V seznamu plemen EE se řadí do plemenné skupiny voláčů a je zapsán pod číslem 0319.